# Henry Picard
Sir Henry Picard (fl. XIV secolo) è stato un politico inglese.
È stato Lord Mayor di Londra nel 1356, al tempo di re Edoardo III.
Nel 1363 organizzò lo storico incontro, conosciuto come Banchetto dei Cinque Re, tra i re d'Inghilterra, Scozia, Francia e Cipro.